# West Chicago (Illinois)
West Chicago es una ciudad ubicada en el condado de DuPage en el estado estadounidense de Illinois. En el Censo de 2010 tenía una población de 27086 habitantes y una densidad poblacional de 690,8 personas por km².

## Geografía
West Chicago se encuentra ubicada en las coordenadas 41°54′52″N 88°14′54″O / 41.91444, -88.24833. Según la Oficina del Censo de los Estados Unidos, West Chicago tiene una superficie total de 39.21 km², de la cual 38.33 km² corresponden a tierra firme y (2.25%) 0.88 km² es agua.

## Demografía
Según el censo de 2010, había 27086 personas residiendo en West Chicago. La densidad de población era de 690,8 hab./km². De los 27086 habitantes, West Chicago estaba compuesto por el 67.59% blancos, el 2.53% eran afroamericanos, el 0.58% eran amerindios, el 5.9% eran asiáticos, el 0.05% eran isleños del Pacífico, el 20.62% eran de otras razas y el 2.74% pertenecían a dos o más razas. Del total de la población el 51.09% eran hispanos o latinos de cualquier raza.